# 1973 en mathématiques
| Années des mathématiques : 1970 - 1971 - 1972 - 1973 - 1974 - 1975 - 1976    |
| Décennies des mathématiques : 1940 - 1950 - 1960 - 1970 - 1980 - 1990 - 2000 |

Cet article présente les faits marquants de l'année 1973 en mathématiques.

## Naissances
- 8 février : Carlos Gustavo Moreira, mathématicien brésilien.
- 6 avril : Henrik Petersson, mathématicien suédois.
- 25 mai : Germano D'Abramo, mathématicien et physicien italien.
- 7 août : Sophie Dabo, mathématicienne franco-sénégalaise.
- 8 août : Ilka Agricola, mathématicienne allemande.
- 19 août : Olga Holtz, mathématicienne russe.
- 17 septembre : Bertrand Toën, mathématicien français.
- 5 octobre : Cédric Villani, mathématicien français, médaille Fields en 2010.
- 12 octobre : Agata Smoktunowicz, mathématicienne polonaise.
- 20 octobre : Scott Sheffield, mathématicien américain.
- 27 octobre : Isabelle Gallagher, mathématicienne française.
- 6 novembre : Carla Cotwright-Williams, mathématicienne américaine.
- 14 décembre : Federico Rodriguez Hertz, mathématicien uruguayen.
- 25 décembre : Charles Favre, mathématicien français.
- 27 décembre : Kannan Soundararajan, mathématicien indien.

- Tom Bridgeland, mathématicien britannique.
- Rémi Gribonval, mathématicien français.
- Susan Howson, mathématicienne britannique.
- Patricia Hersh, mathématicienne américaine.
- Nets Hawk Katz, mathématicien américain.
- Daniela Kühn, mathématicienne allemande.
- Omri Sarig, mathématicien israélien.

## Décès
- 15 janvier : Ivan Petrovski (né en 1901), mathématicien soviétique d'origine russe.
- 25 janvier : Wilhelm Ljunggren (né en 1905), mathématicien norvégien.
- 14 février : Annalisa Buffa, mathématicienne italienne.
- 18 mars : Jacques Chapelon (né en 1884), mathématicien français.
- 22 mars : Hilda Geiringer (né en 1893), mathématicienne autrichienne.
- 2 avril : Robert Lawson Vaught (né en 1926), mathématicien logicien américain.
- 21 mai : Grigore Moisil (né en 1906), mathématicien roumain.
- 4 juin : Maurice René Fréchet (né en 1878), mathématicien français.
- 9 juin : Harry Vandiver (né en 1882), mathématicien américain.
- 20 juin : Otto Schilling (né en 1911), mathématicien germano-américain.
- 6 juillet : Hermann von Baravalle (né en 1898), mathématicien, pédagogue, physicien et astronome allemand.
- 31 juillet : Felix Iversen (né en 1887), mathématicien finlandais.
- 23 août : Hellmuth Kneser (né en 1898), mathématicien allemand.
- 6 décembre : Joseph L. Walsh (né en 1895), mathématicien américain.
- 8 décembre : Griffith C. Evans (né en 1887), mathématicien américain.